# 尾叶木蓝
尾叶木蓝（学名：Indigofera caudata），为豆科木蓝属下的一个植物种。